# Alessio De Crignis
Alessio De Crignis (* 18. Mai 1990 in Gemona del Friuli) ist ein ehemaliger italienischer Skispringer.

## Werdegang
Der für den S.S. Ravascletto startende De Crignis startete erstmals 2. Dezember 2004 im Juniorenbereich im slowenischen Kranj. Im Anschluss an dieses Springen, das er auf Platz 68 beendete, bestritt er für zwei Jahre Springen bei FIS-Rennen und im FIS Cup, jedoch ohne nennenswerte Erfolge.
Bei der Junioren-Weltmeisterschaft 2007 in Tarvis kam er im Einzelspringen von der Normalschanze auf den 54. Platz und wurde mit dem Team Neunter. Ein Jahr später konnte er seine Leistung steigern und erreichte bei der Junioren-Weltmeisterschaft 2008 in Zakopane im Einzelspringen den 33. Platz. Im Teamspringen erreichte er mit der Mannschaft erneut den neunten Platz. 2008 wurde er in den Kader für den Continental Cup aufgenommen und sprang sein erstes Springen in dieser Serie am 20. September 2008 in Villach. Am 11. Oktober 2008 belegte er bei einem Continental Cup in Falun den 26. Platz und konnte sich somit erstmals in dieser Serie für den 2. Durchgang qualifizieren. Am 12. Dezember 2008 sprang er im Rahmen der Nationalen Gruppe in der Qualifikation zum Weltcup in Pragelato und konnte sich als 47. nicht für den Wettkampf qualifizieren. Beim 2. Springen am 14. Dezember 2008 belegte er den 51. Platz, nachdem die Qualifikation zu vor abgesagt worden war. De Crignis sprang so auch weiterhin nur im Continental Cup. Am 4. Januar 2009 belegte er bei einem Continental Cup in Braunlage den 13. Platz, was das beste Ergebnis seiner Karriere war. Bei der Junioren-Weltmeisterschaft 2009 in Štrbské Pleso wurde er im Einzelspringen 13. und sprang mit dem Team überraschend auf den siebten Platz. Bei der Nordischen Skiweltmeisterschaft 2009 wurde er in der Qualifikation im Einzelspringen von der Großschanze disqualifiziert und erreichte im Teamspringen gemeinsam mit Sebastian Colloredo, Andrea Morassi und Roberto Dellasega den elften Platz. Auf der Normalschanze nahm er nicht teil. Bis 2011 nahm er hauptsächlich an Continental Cups teil, bei den meisten verpasste er jedoch die Qualifikation für den 2. Durchgang. Er wurde mehrfach für die Qualifikation zu einem Weltcup nominiert, verpasste jedoch diese jeweils deutlich. Bei der Junioren-Weltmeisterschaft 2010 belegte er den 40. Platz im Einzel und den 7. Platz im Team. Ab 2011 nahm er kaum noch an Qualifikationen für den Weltcup teil und pendelte stattdessen zwischen Continental Cup und FIS Cup. Im Continental Cup verpasste er fast immer den 2. Durchgang. Im FIS Cup konnte er am 18. Februar 2012 in Liberec sein bestes Karriereergebnis erreichen. Nachdem aber auch dort seine Leistungen immer schwächer wurden, beendete er im Sommer 2014 seine Karriere.